# Araon
Araon (Namnet kan utläsas som ”allt hav”) är en sydkoreansk forskningsisbrytare. Fartyget används dels för att serva Sydkoreas forskningsstationer Dasan (Ny-Ålesund), King Sejong och Jang Bogo (Antarktis), dels för forskningsexpeditioner i polarområdena. 